# Börsås
Börsås är en bebyggelse vid Gullmaren i Skredsviks socken i Uddevalla kommun  i Bohuslän. Börsås avgränsades som småort av SCB 2023.